# 南通興東空港
南通興東空港（なんつうこうとうくうこう）は中華人民共和国江蘇省南通市通州区興東鎮に位置する空港。市中心部より約18km。空港の西南端3.5kmにある寧啓高速・沿海高速（G15）のインターチェンジと連絡する。
1993年に開港し、2010年の年間利用者数27万人、貨物5869ｔ、年間発着28,435機。

## 就航航空会社
- 中国南方航空（広州）
- 四川航空（武漢、成都）
- 中国東方航空（長沙、重慶、昆明）
- 中国国際航空（北京首都）
- 中国聯合航空（北京南苑）
- 深圳航空（深圳、台北)
- 天津航空（天津、アモイ）
- チェジュ航空（ソウル）
- ノックエア（バンコク/ドンムアン）
- 順豊航空（貨物・深圳）
- 深圳東海航空（済州）（貨物・深圳、西安）